# أول النظراء

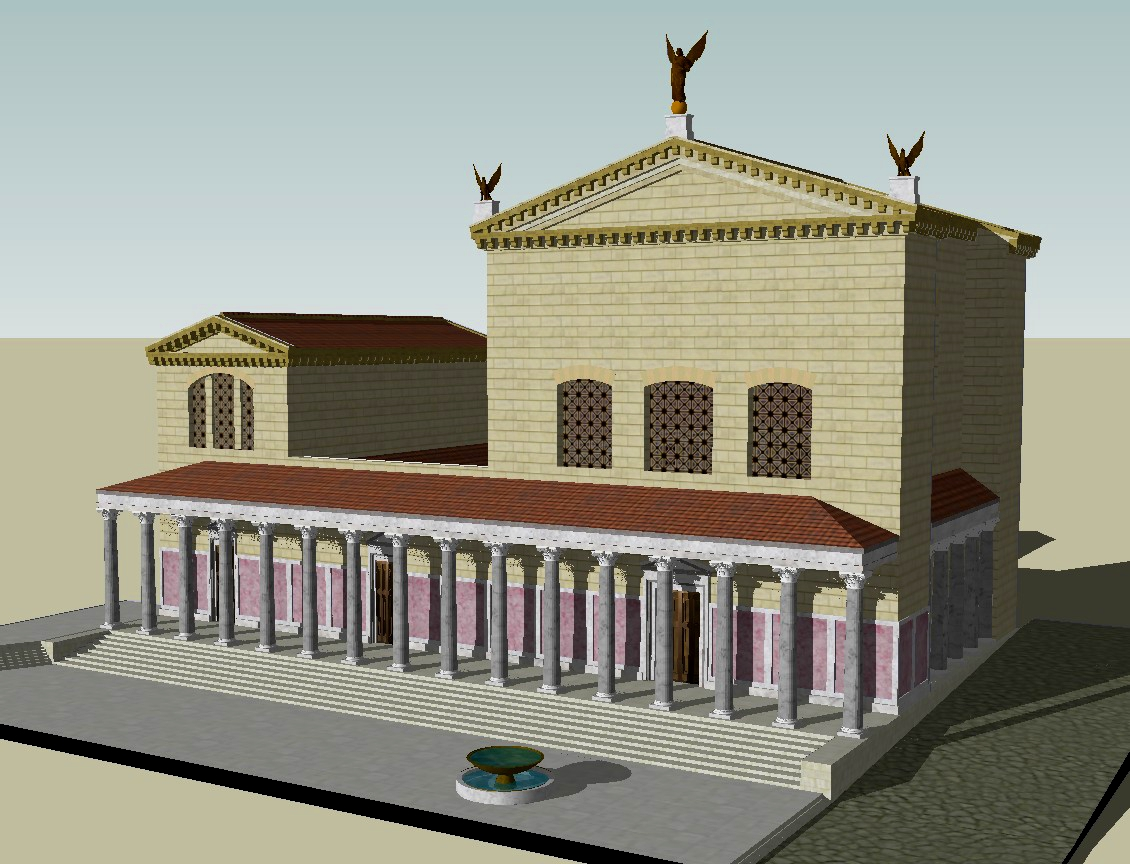

أول النظراء (بالإغريقية: Πρῶτος μεταξὺ ἴσων) (باللاتينية: Primus inter pares) مصطلح مأخوذ من اللاتينية ويعني الأول بين الأنداد. وهو لقب شرفي يستخدم لهؤلاء الذين رسمياً هم على نفس درجة الأعضاء الآخرين من المجموعة التي ينتمون إليها.
برينسيبيس سيناتوس أو عضو مجلس الشيوخ الروماني كان يمثل هذا الشخص في البداية، والتمييز الذي سمح له به هو التحدث أولاً خلال المناقشة. ومع ذلك كان يستخدم هذا المصطلح في كثير من الأحيان للسخرية أو النقد الذاتي من قبل القادة ذوو مكانة أعلى من ذلك بكثير كشكل من أشكال احترام، الصداقة، أو الدعاوة. بعد سقوط الجمهورية الرومانية أطلق الأباطرة الرومان على أنفسهم اسم برينسيبس. والعديد من الشخصيات الحديثة مثل رئيس برلمان النظم البرلمانية، ورئيس المحكمة العليا في الولايات المتحدة، والبطريرك المسكوني للأرثوذكسية الشرقية كلها تقع في إطار هذه المعاني: تحمل مكانة أعلى وصلاحيات إضافية مختلفة في حين يبقى على قدم المساواة مع أقرانه في المعاني الهامة.

## الاستخدام الوطني

### استخدام الكومونويلث

#### رئيس الوزراء أم الأول
في عالم الكومنولث الإتحادي، كندا وأستراليا، حيث ترأسه رأس الدولة إليزابيث الثانية كملكة دستورية، فإنه يعين حاكم عام كنائب لتمثيل الملكة أثناء غيابها. الحاكم العام عادة ما يعين زعيم حزب سياسي عقد ما لا يقل عن عدد وافر من المقاعد في الهيئة التشريعية المنتخبة ليكون رئيس الوزراء، والذي يكون مع الآخرين أول النظراء، أو «الأول بين المتساوين». ويتم ذلك أيضا في المقاطعة أو على مستوى الدولة.